# Humbert Ricolfi
Humbert Ricolfi, né le 1er septembre 1886 à Contes (Alpes-Maritimes) et mort le 28 novembre 1959 dans la même ville, est un avocat et homme politique français.

## Famille
Humbert Jean Joseph Fréderic Ricolfi naît le 1er septembre 1886 à Contes (Alpes-Maritimes). Il est le fils de Paul Ricolfi et de Delphine Allardi.

## Profession
- Avocat honoraire du Barreau de Nice, deux fois membre du Conseil de l'Ordre, inscrit en 1907
- Attaché commercial de France, en poste à Gènes pour l'Italie du Nord, de 1935 à 1939
- Conseiller commercial de France honoraire, en poste à Milan pour l'Italie du Nord, de 1945 à 1951
- Secrétaire général de l'Union douanière franco-italienne

## Services de guerre
- Engagé volontaire le 2 aout 1914 pour la durée de la guerre au 46e Bataillon des Chasseurs alpins
- Caporal dans les Vosges, sous-lieutenant en Champagne et lieutenant à Verdun.
- 5 blessures (Champagne et Verdun),
- 9 citations
- Chevalier de la Légion d'honneur à Bezonveaux
- Military Cross à Verdun
- Mérite italien et Couronne d'Italie Monte Tomba
- Croix de guerre de Belgique, Pologne et Serbie
- Commandeur de la Légion d'honneur en 1936 (promotion des engagés volontaires)
- Chef de bataillon de réserve (École d'État-major)

## Barreau de Nice
Après la guerre, il reprend la place importante qu'il avait au Barreau de Nice, où, dès 1906, il avait participé à la vie sociale en tant qu'avocat des syndicats ouvriers.

## Mandats politiques
- Élu député des Alpes-Maritimes en 1919 et réélu en 1924 premier de liste d'Union républicaine démocratique.
- Réélu en 1928 sur la liste de la Gauche républicaine démocratique
- Battu en 1932, il ne s'est pas représenté en 1936.
- Élu par ses pairs trois fois secrétaire et deux fois Premier vice-président de la Chambre des députés en 1929 et 1930.
- Élu Conseiller général des Alpes-Maritimes (canton de Vence) aux scrutins de 1919, 1925, 1931 et 1937.

## Gouvernement
- Sous-secrétaire d'État à la Guerre du 2 mars au 13 décembre 1930 (second ministère Tardieu)

## Distinctions
L'ensemble de ses décorations est présenté au musée de la Légion d'honneur.
- Françaises:
  - Ordre national de la Légion d'honneur[1].
    -  chevalier, au combat de Bezonveaux
    -  officier, decret du 22 décembre 1926
    -  Commandeur de la Légion d'honneur décret du 31 janvier 1936 (promotion des engagés volontaires)

  -  Commandeur de l'ordre du Mérite agricole
  -  Commandeur de l'ordre du Mérite commercial
  -  Médaille d'or de la Mutualité
  -  Médaille d'or de l'Éducation physique

- Étrangères:
  -  Military Cross à Verdun
  -  Croix de guerre Belge
  -  Commandeur de l'ordre de Léopold de Belgique
  -  Cavaliere Ordine al Merito della Repubblica Italiana
  -  Cavaliere Ordine della Corona d’Italia
  -  Krzyż Komandorski Order Odrodzenia Polski
  -  grand-croix de l'ordre royal de Saint-Sava de Serbie
  -  Grand-croix de l'ordre du Ouissam alaouite du Maroc
  -  Grand-croix de l'ordre du Nichan Iftikhar de Tunisie

## Publications
- Le code de justice militaire, préfacé par Louis Barthou, Lavauzelle
- Profil de trois législatures, préfacé par André Tardieu, coll. « Temps présents »
- L'œuvre du Parlement pour les victimes de la guerre, lettre du président Poincaré, Alliance démocratique
- Hoche, Lemerre
- Joffre et Maginot, Lemerre
- L'œuvre de Vauban dans le Sud-Est, préfacé par le Général Estienne, Tricentenaire National
- Le mémorial de Contes, ouvrage paru pendant la guerre pour Nice française

prix Chaix d'Est Ange de l'Académie des sciences morales et politiques
- Garibaldi citoyen du monde

prix Catenaggi de l'Académie des sciences morales et politiques, prix Marcelin Guérin de l'Académie française en 1950